# Tilt Rock
Tilt Rock är en kulle i Antarktis. Den ligger i Västantarktis. Argentina, Chile och Storbritannien gör anspråk på området. Toppen på Tilt Rock är 670 meter över havet, eller 174 meter över den omgivande terrängen. Bredden vid basen är 2,2 km.
Terrängen runt Tilt Rock är kuperad västerut, men österut är den platt. Trakten är obefolkad. 